# Copa Venezuela 2025
La Copa Venezuela 2025 es la 48.º edición del torneo de copa entre clubes de Venezuela, y en el cual participan clubes de la primera división y segunda división. El torneo es dirigido por la Federación Venezolana de Fútbol.
El campeón defensor es Deportivo La Guaira Fútbol Club.

## Formato
Para este año el formato se modificó con respecto a 2024, los 28 equipos participantes son divididos en dos fases, una de grupos jugada por 20 clubes, todos los de segunda división y seis de primera división, son asignados en cinco grupos de cuatro equipos cada uno, según ubicación geográfica y considerando también la inclusión de al menos un equipo de segunda división en cada grupo. En la fase de grupos, los equipos jugarán dos veces contra cada uno de sus rivales de grupo (una en casa y otra fuera), y los cinco ganadores de grupo y los tres mejores segundos de grupo avanzarán a la fase eliminatoria. En la fase final los ocho clasificados de la fase de grupos se unen a los ocho equipos participantes de los cuadrangulares semifinales del Torneo Apertura 2025. Los partidos de las rondas eliminatorias (octavos de final, cuartos de final, semifinales y final) se jugarán a doble partido, y el equipo local en cada enfrentamiento se decidirá mediante sorteo.

## Participantes
| Octavos de final        | Octavos de final      | Octavos de final      | Octavos de final    |
| ----------------------- | --------------------- | --------------------- | ------------------- |
| Academia Puerto Cabello | Carabobo              | Deportivo Táchira     | Portuguesa          |
| Anzoátegui              | Deportivo La Guaira   | Metropolitanos        | Universidad Central |
| Fase de grupos          |                       |                       |                     |
| Angostura               | Caracas               | Marítimo de La Guaira | Titanes de Guanare  |
| Aragua                  | Deportivo Miranda     | Mineros de Guayana    | Trujillanos         |
| Atlético El Vigía       | Dynamo Puerto         | Monagas               | Ureña               |
| Barquisimeto            | Estudiantes de Mérida | Rayo Zuliano          | Yaracuyanos         |
| Bolívar                 | Héroes de Falcón      | Real Frontera         | Zamora              |

## Fase de grupos

### Grupo A
| Pos. | Equipo            | Pts. | PJ | G | E | P | GF | GC | Dif. | Clasificación    |     | CAR | DYP | DMI | ARA |
| ---- | ----------------- | ---- | -- | - | - | - | -- | -- | ---- | ---------------- | --- | --- | --- | --- | --- |
| 1    | Caracas           | 11   | 6  | 3 | 2 | 1 | 10 | 4  | +6   | Octavos de final |     | —   | 2–0 | 0–0 | 4–0 |
| 2    | Dynamo Puerto     | 10   | 6  | 3 | 1 | 2 | 11 | 9  | +2   | Octavos de final |     | 2–2 | —   | 2–0 | 4–1 |
| 3    | Deportivo Miranda | 8    | 6  | 2 | 2 | 2 | 7  | 4  | +3   |                  |     | 0–1 | 3–0 | —   | 3–0 |
| 4    | Aragua            | 4    | 6  | 1 | 1 | 4 | 5  | 16 | −11  |                  | 2–1 | 1–3 | 1–1 | —   |     |

 Fuente: FVF

### Grupo B
| Pos. | Equipo                | Pts. | PJ | G | E | P | GF | GC | Dif. | Clasificación    |     | EDM | RFR | AEV | URE |
| ---- | --------------------- | ---- | -- | - | - | - | -- | -- | ---- | ---------------- | --- | --- | --- | --- | --- |
| 1    | Estudiantes de Mérida | 16   | 6  | 5 | 1 | 0 | 16 | 1  | +15  | Octavos de final |     | —   | 3–0 | 4–0 | 5–0 |
| 2    | Real Frontera         | 10   | 6  | 3 | 1 | 2 | 7  | 6  | +1   | Octavos de final |     | 0–0 | —   | 0–1 | 3–1 |
| 3    | Atlético El Vigía     | 9    | 6  | 3 | 0 | 3 | 8  | 11 | −3   |                  |     | 1–3 | 1–2 | —   | 3–1 |
| 4    | Ureña                 | 0    | 6  | 0 | 0 | 6 | 3  | 16 | −13  |                  | 0–1 | 0–2 | 1–2 | —   |     |

 Fuente: FVF

### Grupo C
| Pos. | Equipo                | Pts. | PJ | G | E | P | GF | GC | Dif. | Clasificación    |     | MLG | ZAM | TIT | YAR |
| ---- | --------------------- | ---- | -- | - | - | - | -- | -- | ---- | ---------------- | --- | --- | --- | --- | --- |
| 1    | Marítimo de La Guaira | 14   | 6  | 4 | 2 | 0 | 13 | 7  | +6   | Octavos de final |     | —   | 2–1 | 3–2 | 1–0 |
| 2    | Zamora                | 9    | 6  | 2 | 3 | 1 | 9  | 7  | +2   |                  |     | 2–2 | —   | 1–1 | 3–2 |
| 3    | Titanes de Guanare    | 6    | 6  | 1 | 3 | 2 | 5  | 7  | −2   |                  | 1–1 | 0–0 | —   | 1–0 |     |
| 4    | Yaracuyanos           | 3    | 6  | 1 | 0 | 5 | 5  | 11 | −6   |                  | 1–4 | 0–2 | 2–0 | —   |     |

 Fuente: FVF

### Grupo D
| Pos. | Equipo             | Pts. | PJ | G | E | P | GF | GC | Dif. | Clasificación    |     | MON | MDG | BOL | ANG |
| ---- | ------------------ | ---- | -- | - | - | - | -- | -- | ---- | ---------------- | --- | --- | --- | --- | --- |
| 1    | Monagas            | 16   | 6  | 5 | 1 | 0 | 13 | 5  | +8   | Octavos de final |     | —   | 1–0 | 1–0 | 3–1 |
| 2    | Mineros de Guayana | 9    | 6  | 3 | 0 | 3 | 12 | 8  | +4   |                  |     | 2–3 | —   | 5–0 | 2–1 |
| 3    | Bolívar            | 8    | 6  | 2 | 2 | 2 | 5  | 8  | −3   |                  | 0–0 | 2–1 | —   | 1–1 |     |
| 4    | Angostura          | 1    | 6  | 0 | 1 | 5 | 6  | 15 | −9   |                  | 2–5 | 1–2 | 0–2 | —   |     |

 Fuente: FVF

### Grupo E
| Pos. | Equipo           | Pts. | PJ | G | E | P | GF | GC | Dif. | Clasificación    |     | RAY | BAR | HDF | TRU |
| ---- | ---------------- | ---- | -- | - | - | - | -- | -- | ---- | ---------------- | --- | --- | --- | --- | --- |
| 1    | Rayo Zuliano     | 13   | 6  | 4 | 1 | 1 | 14 | 4  | +10  | Octavos de final |     | —   | 4–0 | 5–0 | 1–1 |
| 2    | Barquisimeto     | 12   | 6  | 4 | 0 | 2 | 12 | 9  | +3   | Octavos de final |     | 2–0 | —   | 4–0 | 1–0 |
| 3    | Héroes de Falcón | 6    | 6  | 2 | 0 | 4 | 6  | 14 | −8   |                  |     | 0–1 | 2–1 | —   | 2–0 |
| 4    | Trujillanos      | 4    | 6  | 1 | 1 | 4 | 8  | 13 | −5   |                  | 1–3 | 3–4 | 3–2 | —   |     |

 Fuente: FVF

### Mejores segundos
| Pos. | Grp. | Equipo             | Pts. | PJ | G | E | P | GF | GC | Dif. | Clasificación    |
| ---- | ---- | ------------------ | ---- | -- | - | - | - | -- | -- | ---- | ---------------- |
| 1    | E    | Barquisimeto       | 12   | 6  | 4 | 0 | 2 | 12 | 9  | +3   | Octavos de final |
| 2    | A    | Dynamo Puerto      | 10   | 6  | 3 | 1 | 2 | 11 | 9  | +2   | Octavos de final |
| 3    | B    | Real Frontera      | 10   | 6  | 3 | 1 | 2 | 7  | 6  | +1   | Octavos de final |
| 4    | D    | Mineros de Guayana | 9    | 6  | 3 | 0 | 3 | 12 | 8  | +4   |                  |
| 5    | C    | Zamora             | 9    | 6  | 2 | 3 | 1 | 9  | 7  | +2   |                  |

 Fuente: FVF
Criterios de clasificación: 1) Puntos; 2) Diferencia de gol; 3) Goles anotados; 4) Puntos disciplinarios; 5) Sorteo.

## Fase final

### Cuadro Final
|  | Octavos de final        | Octavos de final        | Octavos de final | Octavos de final | Octavos de final |                     |                     | Cuartos de final    | Cuartos de final | Cuartos de final | Cuartos de final | Cuartos de final |  |  | Semifinales | Semifinales | Semifinales | Semifinales | Semifinales |  |  | Final | Final | Final | Final | Final |  |
|  |                         |                         |                  |                  |                  |                     |                     |                     |                  |                  |                  |                  |  |  |             |             |             |             |             |  |  |       |       |       |       |       |  |
|  |                         |                         |                  |                  |                  |                     |                     |                     |                  |                  |                  |                  |  |  |             |             |             |             |             |  |  |       |       |       |       |       |  |
|  | Real Frontera S.C.      | Real Frontera S.C.      | 0                | 0                | 0                |                     |                     |                     |                  |                  |                  |                  |  |  |             |             |             |             |             |  |  |       |       |       |       |       |  |
|  | Real Frontera S.C.      | Real Frontera S.C.      | 0                | 0                | 0                |                     |                     |                     |                  |                  |                  |                  |  |  |             |             |             |             |             |  |  |       |       |       |       |       |  |
|  | Deportivo La Guaira     | Deportivo La Guaira     | 1                | 2                | 3                |                     |                     |                     |                  |                  |                  |                  |  |  |             |             |             |             |             |  |  |       |       |       |       |       |  |
|  | Deportivo La Guaira     | Deportivo La Guaira     | 1                | 2                | 3                | Deportivo La Guaira |                     |                     |                  |                  |                  |                  |  |  |             |             |             |             |             |  |  |       |       |       |       |       |  |
|  |                         |                         |                  |                  |                  |                     |                     |                     |                  |                  |                  |                  |  |  |             |             |             |             |             |  |  |       |       |       |       |       |  |
|  |                         |                         | Caracas F. C.    |                  |                  |                     |                     |                     |                  |                  |                  |                  |  |  |             |             |             |             |             |  |  |       |       |       |       |       |  |
|  | Caracas F. C.           | Caracas F. C.           | 2                | 2                | 4                |                     |                     |                     |                  |                  |                  |                  |  |  |             |             |             |             |             |  |  |       |       |       |       |       |  |
|  | Caracas F. C.           | Caracas F. C.           | 2                | 2                | 4                |                     |                     |                     |                  |                  |                  |                  |  |  |             |             |             |             |             |  |  |       |       |       |       |       |  |
|  | Metropolitanos          | Metropolitanos          | 0                | 2                | 2                |                     |                     |                     |                  |                  |                  |                  |  |  |             |             |             |             |             |  |  |       |       |       |       |       |  |
|  | Metropolitanos          | Metropolitanos          | 0                | 2                | 2                |                     |                     |                     |                  |                  |                  |                  |  |  |             |             |             |             |             |  |  |       |       |       |       |       |  |
|  |                         |                         |                  |                  |                  |                     |                     |                     |                  |                  |                  |                  |  |  |             |             |             |             |             |  |  |       |       |       |       |       |  |
|  |                         |                         |                  |                  |                  |                     |                     |                     |                  |                  |                  |                  |  |  |             |             |             |             |             |  |  |       |       |       |       |       |  |
|  | Barquisimeto S. C.      | Barquisimeto S. C.      | 0                | 2                | 2                |                     |                     |                     |                  |                  |                  |                  |  |  |             |             |             |             |             |  |  |       |       |       |       |       |  |
|  | Barquisimeto S. C.      | Barquisimeto S. C.      | 0                | 2                | 2                |                     |                     |                     |                  |                  |                  |                  |  |  |             |             |             |             |             |  |  |       |       |       |       |       |  |
|  | Universidad Central     | Universidad Central     | 1                | 2                | 3                |                     |                     |                     |                  |                  |                  |                  |  |  |             |             |             |             |             |  |  |       |       |       |       |       |  |
|  | Universidad Central     | Universidad Central     | 1                | 2                | 3                |                     | Universidad Central | Universidad Central | 4                |                  |                  |                  |  |  |             |             |             |             |             |  |  |       |       |       |       |       |  |
|  |                         |                         |                  |                  |                  |                     | Universidad Central | Universidad Central | 4                |                  |                  |                  |  |  |             |             |             |             |             |  |  |       |       |       |       |       |  |
|  |                         |                         | Anzoátegui F. C. | Anzoátegui F. C. | 2                |                     |                     |                     |                  |                  |                  |                  |  |  |             |             |             |             |             |  |  |       |       |       |       |       |  |
|  | Marítimo de La Guaira   | Marítimo de La Guaira   | Anzoátegui F. C. | Anzoátegui F. C. | 2                | 0                   | 2                   | 2                   |                  |                  |                  |                  |  |  |             |             |             |             |             |  |  |       |       |       |       |       |  |
|  | Marítimo de La Guaira   | Marítimo de La Guaira   |                  |                  |                  |                     |                     |                     |                  |                  |                  |                  |  |  |             |             |             |             |             |  |  |       |       |       |       |       |  |
|  | Anzoátegui F. C.        | Anzoátegui F. C.        | 0                | 3                | 3                |                     |                     |                     |                  |                  |                  |                  |  |  |             |             |             |             |             |  |  |       |       |       |       |       |  |
|  | Anzoátegui F. C.        | Anzoátegui F. C.        | 0                | 3                | 3                |                     |                     |                     |                  |                  |                  |                  |  |  |             |             |             |             |             |  |  |       |       |       |       |       |  |
|  |                         |                         |                  |                  |                  |                     |                     |                     |                  |                  |                  |                  |  |  |             |             |             |             |             |  |  |       |       |       |       |       |  |
|  |                         |                         |                  |                  |                  |                     |                     |                     |                  |                  |                  |                  |  |  |             |             |             |             |             |  |  |       |       |       |       |       |  |
|  | Dynamo Puerto           | Dynamo Puerto           | 0                | 0                | 0                |                     |                     |                     |                  |                  |                  |                  |  |  |             |             |             |             |             |  |  |       |       |       |       |       |  |
|  | Dynamo Puerto           | Dynamo Puerto           | 0                | 0                | 0                |                     |                     |                     |                  |                  |                  |                  |  |  |             |             |             |             |             |  |  |       |       |       |       |       |  |
|  | Carabobo F. C.          | Carabobo F. C.          | 1                | 5                | 6                |                     |                     |                     |                  |                  |                  |                  |  |  |             |             |             |             |             |  |  |       |       |       |       |       |  |
|  | Carabobo F. C.          | Carabobo F. C.          | 1                | 5                | 6                |                     | Carabobo F. C.      | Carabobo F. C.      | 1                |                  |                  |                  |  |  |             |             |             |             |             |  |  |       |       |       |       |       |  |
|  |                         |                         |                  |                  |                  |                     | Carabobo F. C.      | Carabobo F. C.      | 1                |                  |                  |                  |  |  |             |             |             |             |             |  |  |       |       |       |       |       |  |
|  |                         |                         | Portuguesa F. C. | Portuguesa F. C. | 1                |                     |                     |                     |                  |                  |                  |                  |  |  |             |             |             |             |             |  |  |       |       |       |       |       |  |
|  | Estudiantes de Mérida   | Estudiantes de Mérida   | Portuguesa F. C. | Portuguesa F. C. | 1                | 2                   | 0                   | 2 (4)               |                  |                  |                  |                  |  |  |             |             |             |             |             |  |  |       |       |       |       |       |  |
|  | Estudiantes de Mérida   | Estudiantes de Mérida   |                  |                  |                  |                     |                     |                     |                  |                  |                  |                  |  |  |             |             |             |             |             |  |  |       |       |       |       |       |  |
|  | Portuguesa F. C. (p.)   | Portuguesa F. C. (p.)   | 2                | 0                | 2 (5)            |                     |                     |                     |                  |                  |                  |                  |  |  |             |             |             |             |             |  |  |       |       |       |       |       |  |
|  | Portuguesa F. C. (p.)   | Portuguesa F. C. (p.)   | 2                | 0                | 2 (5)            |                     |                     |                     |                  |                  |                  |                  |  |  |             |             |             |             |             |  |  |       |       |       |       |       |  |
|  |                         |                         |                  |                  |                  |                     |                     |                     |                  |                  |                  |                  |  |  |             |             |             |             |             |  |  |       |       |       |       |       |  |
|  |                         |                         |                  |                  |                  |                     |                     |                     |                  |                  |                  |                  |  |  |             |             |             |             |             |  |  |       |       |       |       |       |  |
|  | Rayo Zuliano            | Rayo Zuliano            | 0                | 1                | 1                |                     |                     |                     |                  |                  |                  |                  |  |  |             |             |             |             |             |  |  |       |       |       |       |       |  |
|  | Rayo Zuliano            | Rayo Zuliano            | 0                | 1                | 1                |                     |                     |                     |                  |                  |                  |                  |  |  |             |             |             |             |             |  |  |       |       |       |       |       |  |
|  | Deportivo Táchira       | Deportivo Táchira       | 2                | 4                | 6                |                     |                     |                     |                  |                  |                  |                  |  |  |             |             |             |             |             |  |  |       |       |       |       |       |  |
|  | Deportivo Táchira       | Deportivo Táchira       | 2                | 4                | 6                | Deportivo Táchira   |                     |                     |                  |                  |                  |                  |  |  |             |             |             |             |             |  |  |       |       |       |       |       |  |
|  |                         |                         |                  |                  |                  |                     |                     |                     |                  |                  |                  |                  |  |  |             |             |             |             |             |  |  |       |       |       |       |       |  |
|  |                         |                         | Monagas S. C.    |                  |                  |                     |                     |                     |                  |                  |                  |                  |  |  |             |             |             |             |             |  |  |       |       |       |       |       |  |
|  | Monagas S. C.           | Monagas S. C.           | 2                | 3                | 5                |                     |                     |                     |                  |                  |                  |                  |  |  |             |             |             |             |             |  |  |       |       |       |       |       |  |
|  | Monagas S. C.           | Monagas S. C.           | 2                | 3                | 5                |                     |                     |                     |                  |                  |                  |                  |  |  |             |             |             |             |             |  |  |       |       |       |       |       |  |
|  | Academia Puerto Cabello | Academia Puerto Cabello | 0                | 2                | 2                |                     |                     |                     |                  |                  |                  |                  |  |  |             |             |             |             |             |  |  |       |       |       |       |       |  |
|  | Academia Puerto Cabello | Academia Puerto Cabello | 0                | 2                | 2                |                     |                     |                     |                  |                  |                  |                  |  |  |             |             |             |             |             |  |  |       |       |       |       |       |  |
|  |                         |                         |                  |                  |                  |                     |                     |                     |                  |                  |                  |                  |  |  |             |             |             |             |             |  |  |       |       |       |       |       |  |

### Octavos de final
| Equipo 1                | Agr.         | Equipo 2              | Ida | Vuelta |
| ----------------------- | ------------ | --------------------- | --- | ------ |
| Deportivo La Guaira     | 3–0          | Real Frontera         | 1–0 | 2–0    |
| Metropolitanos          | 2–4          | Caracas               | 0–2 | 2–2    |
| Universidad Central     | 3–2          | Barquisimeto          | 1–0 | 2–2    |
| Anzoátegui              | 3–2          | Marítimo de La Guaira | 0–0 | 3–2    |
| Carabobo                | 6–0          | Dynamo Puerto         | 1–0 | 5–0    |
| Portuguesa              | 2–2 (5–4 p.) | Estudiantes de Mérida | 2–2 | 0–0    |
| Deportivo Táchira       | 6–1          | Rayo Zuliano          | 2–0 | 4–1    |
| Academia Puerto Cabello | 2–5          | Monagas               | 0–2 | 2–3    |

### Cuartos de final
| Equipo 1            | Agr. | Equipo 2   | Ida  | Vuelta |
| ------------------- | ---- | ---------- | ---- | ------ |
| Deportivo La Guaira | vs.  | Caracas    | –    | –      |
| Universidad Central | vs.  | Anzoátegui | 4 -2 | –      |
| Carabobo            | vs.  | Portuguesa | 1-1  | –      |
| Deportivo Táchira   | vs.  | Monagas    | –    | –      |

## Tabla de Goleadores
Datos actualizados a 15 de julio de 2025.
| Pos. | Jugador          | Equipo                | Goles |
| ---- | ---------------- | --------------------- | ----- |
| DEL  | Jesús Hernández  | Estudiantes de Mérida | 4     |
| MED  | Fernando Basante | Monagas               | 3     |
| DEL  | Jhon Escobar     | Marítimo de La Guaira | 3     |
| MED  | Edanyilber Navas | Monagas               | 3     |
| DEL  | César Salazar    | Rayo Zuliano          | 3     |
| MED  | Diego Landaeta   | Barquisimeto          | 3     |
| MED  | Diosmer Pacheco  | Mineros de Guayana    | 3     |